# Cupa României 2004-2005
Cupa României 2004-2005 a fost a 67-a ediție a Cupei României. Finala s-a jucat pe data de 11 mai 2005 pe Stadionul Cotroceni din București. 

## Șaisprezecimi
Meciurile au avut loc pe 13 octombrie 2004.